# Aeropuerto de Paulatuk
El Aeropuerto de Paulatuk (del inglés: Paulatuk Airport) (IATA: YPC, OACI: CYPC) está ubicado cerca a Paulatuk, Territorios del Noroeste, Canadá. NAV CANADA ha reportado subsidencia, turbulencia y vientos cruzados al aterrizar.

## Aerolíneas y destinos
- Kenn Borek Air
  -  Aklak Air
    - Inuvik / Aeropuerto de Inuvik